# Раян Віллі
Раян Віллі (англ. Ryan Willie; нар. 24 червня 2002) — американський легкоатлет, який спеціалізується на спринті.

## Спортивні досягнення
Чемпіон світу зі змішаного естафетного бігу 4×400 метрів (2023, виступав у попередньому забігу).
Чемпіон Світових естафет зі змішаного естафетного бігу 4×400 метрів (2024).
Фіналіст (5-е місце) чемпіонату США з бігу на 400 метрів (2023).